# 가와다촌 (후쿠이현)
가와다촌(河和田村)은 후쿠이현 이마다테군에 있던 촌이다. 현재의 사바에시 동부에 해당한다.

## 역사
- 1889년 4월 1일 - 정촌제 시행에 의해 12개 촌의 구역을 가지고 성립하였다.
- 1957년 3월 31일 - 사바에시에 편입해, 동일 가와다촌은 페지되었다,

## 참고문헌
- 角川日本地名大辞典 18 福井県